# 瑙德斯
瑙德斯（德語：Nauders）是奥地利蒂罗尔州兰德克县的一个市镇。总面积90.3平方公里，总人口1558人，人口密度17.3人/平方公里（1º gennaio 2012年）。